# Майский (Куйтунский район)
Майский — посёлок в Куйтунском районе Иркутской области России. Входит в состав Тулюшского муниципального образования.

## География
Находится примерно в 213 км к западу от районного центра.

## Население
| 2002 | 2010 | 2011 | 2012 |
| ---- | ---- | ---- | ---- |
| 187  | ↗216 | ↘215 | ↘209 |

По данным Всероссийской переписи, в 2010 году в посёлке проживало 216 человек (94 мужчины и 122 женщины).